# トニーズチョコロンリー
トニーズチョコロンリー(英語: Tony's Chocolonely)は、オランダの製菓会社。2005年に創立されたチョコレートを製造および販売する企業で、オランダでの同社の市場シェアは18％であり国内最大のチョコレートメーカーの1つとなっている。

## 概要
2002年、オランダのテレビプロデューサーでありジャーナリストであるトゥーン・フォン・デ・ケウケン(Teun van de Keuken)は、当時生産されていたチョコレートのほとんどが2001年に締結された合意（つまり、2005年からの奴隷制チョコレートの販売）を順守していないことを知り、彼の番組en:Keuringsdienstvan Waardeでカカオ産業界での強制労働・虐待に関する番組の制作を開始した。
フォン・デ・ケウケンは調査の努力を通じてカカオ産業界を変える試みが3年間失敗した後、自分でチョコレートバーの製造を開始することを決意。この製品はすぐに成功し、2日間で2万本のバーを販売した。

## 強制労働のないチョコレートであると裁判所が認定
2007年、トニーズチョコロンリーは、スイスチョコレートの輸入業者から訴えられた後、2007年2月6日にアムステルダム裁判所は、トニーズチョコロンリーの製品が強制労働の助けなしに製造されたという十分な証拠があると判示した 。
2011年、ヘンク・ヤン・ベルトマンが大株主になり、会社はウェスターガスファブリーク近くの新しい場所に移転した。
トニーのカカオマスは2013年から完全に追跡可能であり、カカオバターは2016年から追跡可能である。
生産量は着実に増加しており、同社は2015年に米国への事業拡大を決定し、オレゴン州ポートランドに最初の国際オフィスを開設した。
2018年末までに、母国であるオランダに加えて、トニーズチョコロンリーはベルギー、デンマーク、フィンランド、ドイツ、スウェーデン、米国でも販売された。オランダでは、2018年の市場シェアは19％で、多国籍企業の Verkade、Mars、ネスレを上回った。
2019年、トニーズチョコロンリーは英国でチョコレートバーを立ち上げ、Sainsbury's、Waitrose、Ocado、Mega Image、Whole Foodsで販売された
チョコレートバーは、2019年からアイルランドで購入できるようになった。2020年の時点で、 Supervaluなどの主要な食料品店でより広く購入できるようになった。

## 製品
購入できるフレーバーの数は、国や流通チャネルによって異なる。たとえば、オランダでは12種類以上のフレーバーが購入できるチョコレートバーは不均一に分割されており、チョコレート業界における収入の不平等な分配を象徴している

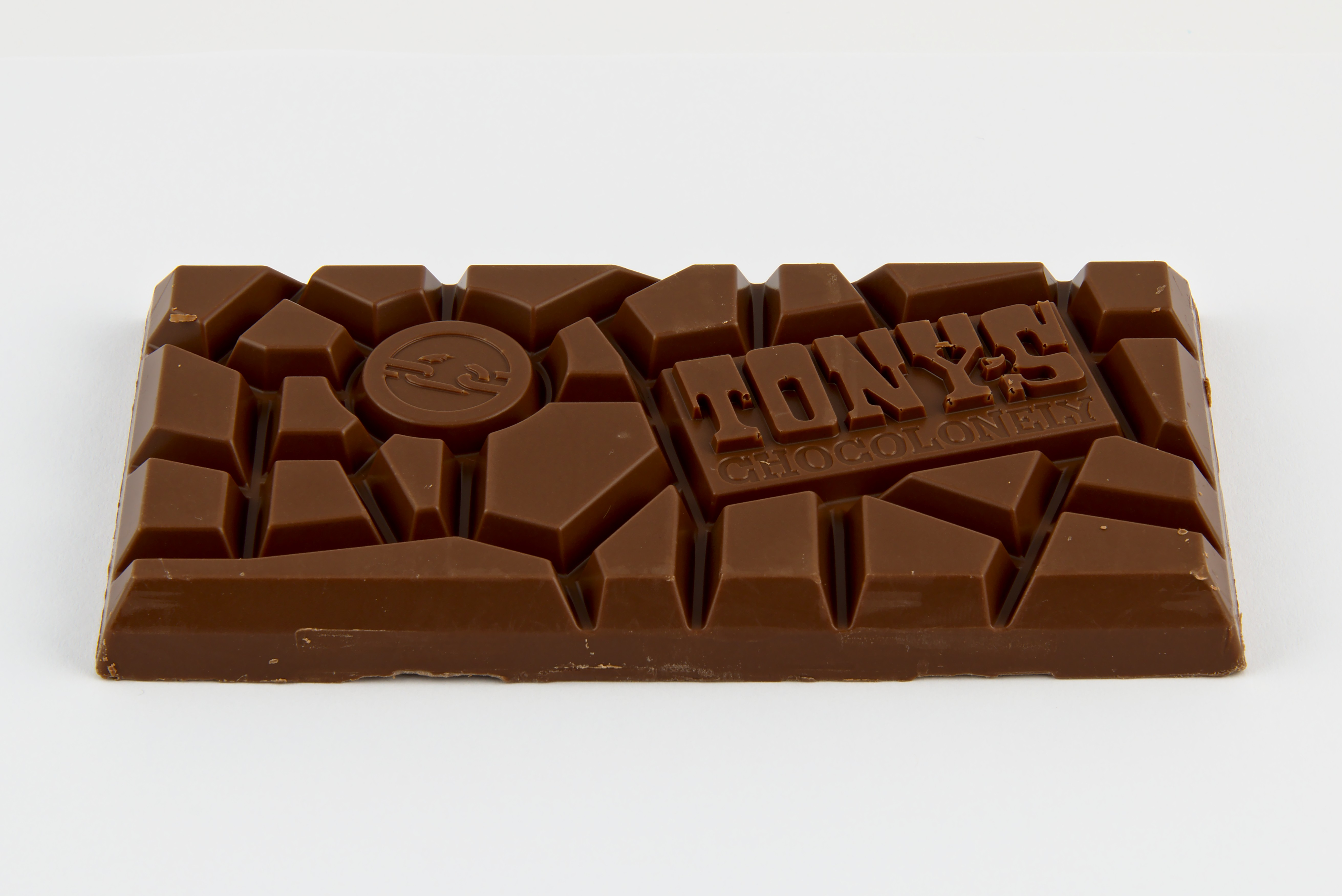
包装を解いたトニーズチョコレートのミルクチョコレートバー

米国では、チョコレートバーの購入できるフレーバーは次のとおり。
- ミルクチョコレート32％
- エクストラダークチョコレート70％
- ミルクキャラメル海塩32％
- ダークアーモンドシーソルト51％
- ダークミルクプレッツェルタフィー42％
- ダークピーカンココナッツ51％
- ミルクヘーゼルナッツ32％
- ミルクハニーアーモンドヌガー32％
- ホワイトラズベリーポッピングキャンディー28％

製品の種類はフレーバーの数と同じように異なるが、ほとんどの地域は次のようなラインナップになっている。
- 大きなバー（180グラム）
- 小さなバー（50グラム）
- タイニートニー（9グラム）
- 季節商品（ホリデーバーやチョコレートイースターエッグを含む）

同社は毎年10月から12月の間に3つの新しいチョコレートバーフレーバーを導入している。その後、3つの限定版の中で最も人気のあるものが、限定コレクションに追加され、場合によっては永久コレクションに追加される。同社はまた、スーパーマーケットチェーンのAlbert Heijn向けに、冬と夏の味に対応する特別なフレーバーを備えた、限定版の「リレー」バーを製造している。 これらのフレーバーは6か月ごとにローテーションする。

## 受賞
- 2020年、同社はSustainable Brand Indexによってオランダで3度目の持続可能なブランドに選ばれた[16]。なお、この賞はブランドの実際の持続可能性を測定するものではなく、消費者の認識に基づいている[17]。